# Platymitra
Platymitra este un gen de plante angiosperme din familia Annonaceae.
Cladograma conform Catalogue of Life:
| Platymitra | \| \| Platymitra arborea \| \| \| \| \| \| Platymitra macrocarpa \| \| \| \| |
|            | \| \| Platymitra arborea \| \| \| \| \| \| Platymitra macrocarpa \| \| \| \| |
|            | Platymitra arborea                                                           |
|            |                                                                              |
|            | Platymitra macrocarpa                                                        |
|            |                                                                              |